# Dastarkhān

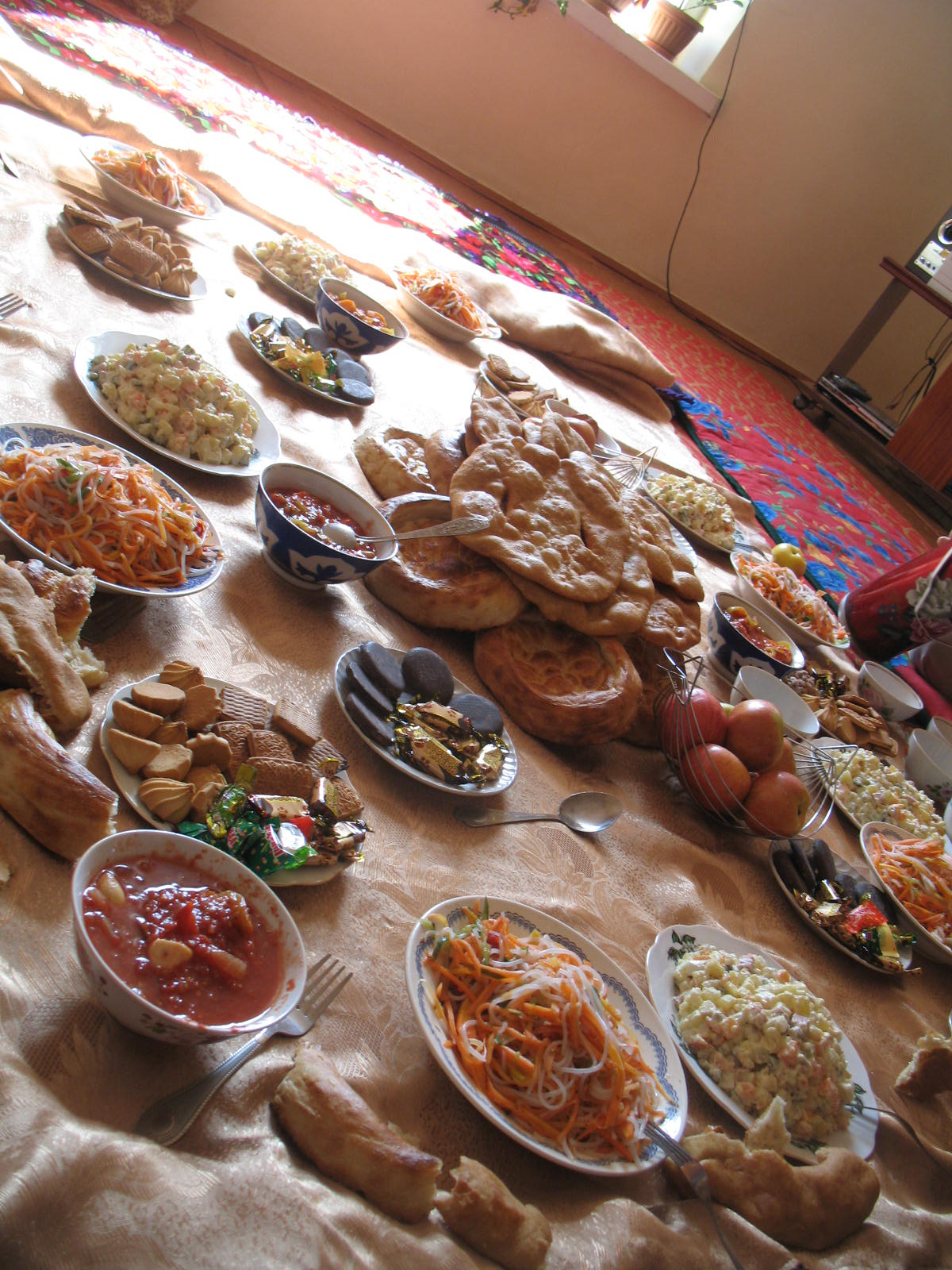
Un dastorqon kirghizo imbandito per la festa del Nawrūz

Un dastarkhwān (alfabeto arabo-persiano: دسترخوان, in kirghiso дасторкон?, in hindī दस्तरख़्वान, in kazako дастарқан?, in bengali: দস্তরখান, in uzbeco Дастурхон?, Dasturxon, in nepalese: दस्तरखान) o dastarkhān, è il nome usato in Asia centrale, Asia meridionale e Caraibi per riferirsi allo spazio tradizionale in cui si mangia il cibo.

## Descrizione
Il termine può riferirsi alla tovaglia che è stesa sul terreno, sul pavimento o sul tavolo che viene utilizzata come superficie sanitaria per il cibo, ma è anche usato in modo più ampio per riferirsi all'intero ambiente del pasto. Il libro di cucina moghul Dastarkhwan-e-Awadh, che descrive in dettaglio la cucina awadhi di Lucknow, ne ha sottolineato l'importanza.

## Etimologia
Dastarkhwan è una parola turca che significa "tovaglia". Essa è usata in molte altre lingue della regione dell'Asia centro-meridionale come beluci, bengali, urdu, sindhi, hindi, kirghiso, kazako, uzbeko, turkmeno, dari, pashto e nepalese.